# Amata sylhetica
Amata sylhetica är en fjärilsart som beskrevs av Embrik Strand 1917. Amata sylhetica ingår i släktet Amata och familjen björnspinnare. Inga underarter finns listade i Catalogue of Life.